# Guacarí
San Juan Bautista de Guacarí, ou plus simplement Guacarí, est une municipalité située dans le département de Valle del Cauca, en Colombie.

## Personnalités
- Andrés Colorado (1998-), footballeur, est né à Guacarí.